# Mal du pays
Pour les articles homonymes, voir Le Mal du pays.

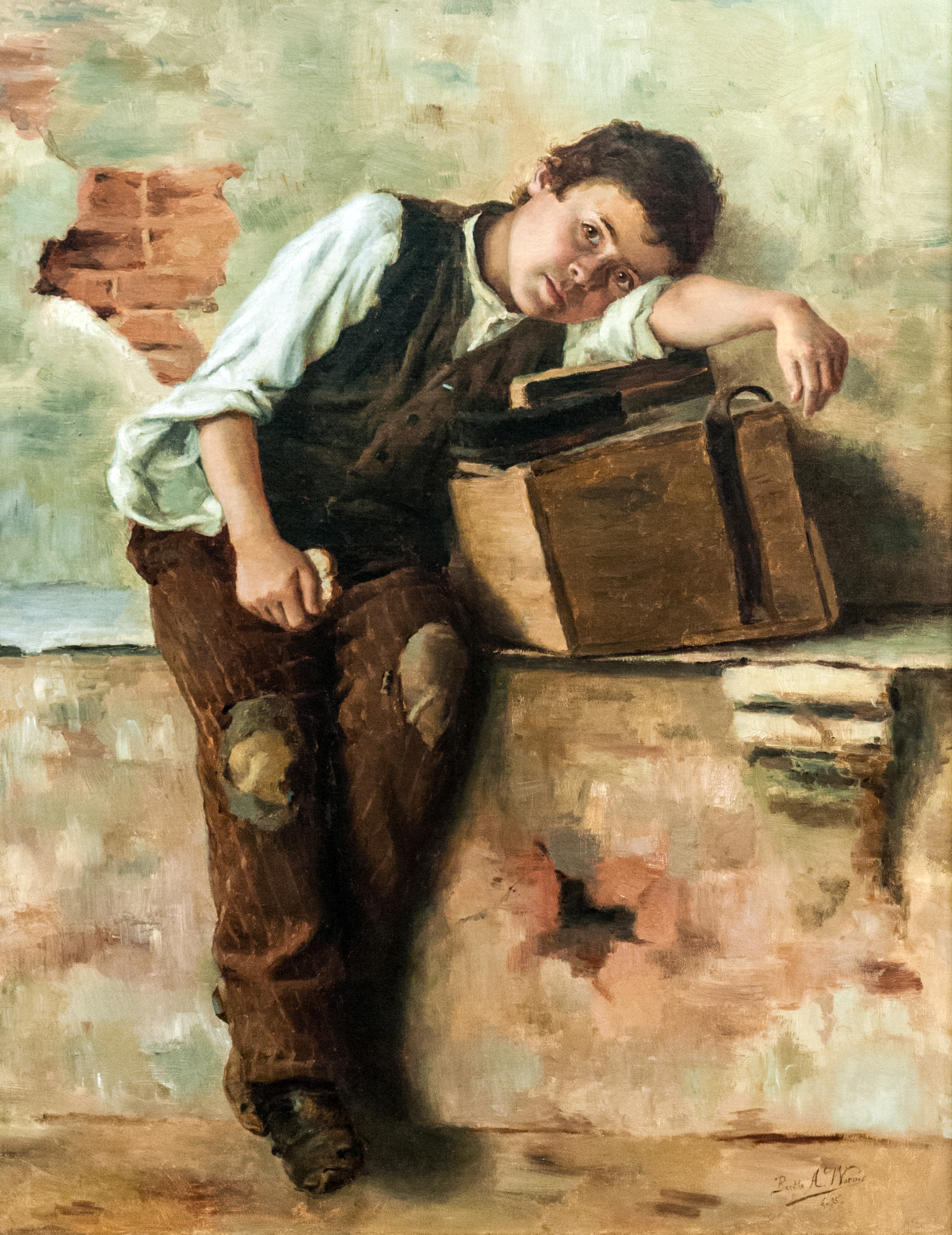
Tableau Saudades de Nápoles de Bertha Worms

L'expression « mal du pays » désigne le malaise ressenti par certaines personnes (ou leurs descendants) ayant quitté leur pays ou région d'origine. Cela peut représenter une souffrance importante, qui ne peut alors être guérie que par un retour dans le pays ou la région d'origine.
Cette émotion se traduit dans de nombreuses langues par des mots (Heimweh, en allemand, morriña en espagnol, qui est en fait du galicien) ou des expressions propres à la culture des pays.

## Définition
Le mal du pays recouvre un sentiment de manque et de regret de son pays ou de sa région d'origine. Il peut être causé par un changement trop brutal de mode de vie qui provoque une perte de repères chez ces personnes, ou le manque d'un élément auquel la personne était attachée. Ce terme est très proche de la définition de la nostalgie, dont l'étymologie provient du grec ancien nóstos (« retour ») et álgos (« douleur »).

## Historique

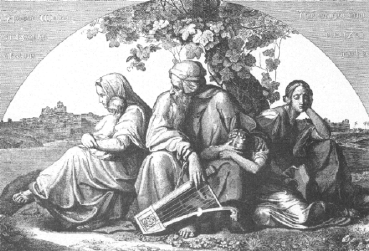
L'exil des Juifs à Babylone, tableau de Ferdinand Ruscheweyh

### Dans la Bible
Le mal du pays est un phénomène ancien, bien connu de certaines sociétés humaines. Il est notamment évoqué dans l'Ancien Testament dans le psaume 137 du livre des Psaumes, dans son premier verset :
« 
Sur les bords des fleuves de Babylone, nous étions assis et nous pleurions, en nous souvenant de Sion. »

### Pendant l'Antiquité

#### Homère
L'Odyssée, épopée grecque antique, composée après l’Iliade, vers la fin du VIIIe siècle av. J.-C. et attribuée à l’aède Homère, décrit la fabuleuse histoire d'un voyage initiatique : Ulysse parti pour la guerre de Troie voit son retour à Ithaque, sa patrie, retardé et entravé par de nombreuses péripéties. Il connaît de multiples épreuves qu'il doit affronter avec courage, avant de pouvoir retrouver sa terre natale tant désirée.
L'attachement à la patrie, au pays d'origine, est le thème essentiel de cette épopée

### Une création suisse?

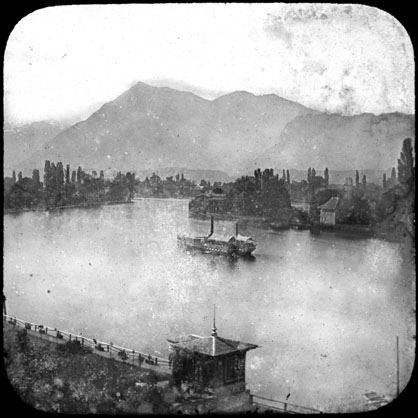
La Suisse est le pays où le sentiment du mal du pays s'est exprimé par lHeimweh (photo de la rivière Aar au XIXe siècle).

En Suisse, l'expression mal du pays, correspondant à l'allemand à Heimweh, signifiant littéralement « mal du chez-soi », qui, elle-même, correspond à la nostalgie de la patrie lointaine est d'origine alémanique. Il apparaît pour la première fois en 1651, dans un recueil de textes moquants.
C'est également dans ce pays que le Heimweh fut défini comme phénomène médical et culturel et fut longtemps considéré comme une maladie propre à ce pays et à ces habitants, ce pourquoi on l'appelait aussi le « mal du Suisse » ou Schweizerheimweh. En 1688, le médecin mulhousien Johannes Hofer le décrivit pour la première fois dans une dissertation bâloise comme une pathologie qu'il dénommait « Nostalgie », terme qui passa ensuite dans la langue française.
Dans l'article Nostalgie, maladie du pays publié dans l'Encyclopédie d'Yverdon en 1774, Albert de Haller présente ce phénomène comme une sorte de mélancolie, « qui pouvait conduire à l'affaiblissement, à la maladie et à la mort, mais que l'espoir d'un retour pouvait guérir ».

## Aspects psychologiques

### La «dépression nostalgique»
Jusqu'au début du XXe siècle, les symptômes dépressifs liés à l'éloignement de son pays ou de sa région d'origine étaient traités médicalement. La philosophe et historienne Tiffany Watt Smith relate dans son livre Le livre des émotions humaines (the book of human emotions) le cas de soldats suisses qui durant le XVIIe siècle, alors dans l'attente de rentrer chez eux, furent « frappés de léthargie et de tristesse à l’évocation de leur pays natal ».
Jusqu’au début du XXe siècle le mal du pays dénommé plus couramment sous le vocable « nostalgie » était un terme à usage médical, utilisé pour décrire un désir intense et considéré comme « potentiellement dangereux », pour la personne hantée par ce désir de retourner dans son pays natal.

### La «déprime de l'expatrié»
Selon Christina Gierse, rédactrice en chef d'un site sur l'expatriation, les expatriés (ou émigrés) victimes du mal du pays peuvent développer des symptômes physiques et psychologiques marqués, comme des pathologies digestives et/ou dermatologiques, des troubles de l'humeur pouvant même aller jusqu'à des crises d'angoisse, voire un état dépressif. La journaliste indique également que plus la culture du pays d'accueil est éloignée de celle de l'expatrié, plus le risque de choc culturel est grand. Le fait que la famille soit restée au pays est généralement un facteur aggravant. Afin de pallier ces difficultés, la ville de Singapour héberge une antenne téléphonique de support psychologique destinée aux expatriés et dénommée Lifeline.

## Aspects culturels

### Le «mal du pays» dans les pays non-francophones

#### Espagne
La morriña, mot espagnol dérivé du terme galicien et portugais « morrinha », est une mélancolie que l'on ressent quand on est loin de la terre sur laquelle on est né et que les dictionnaires bilingues traduisent par les termes mal de vivre, ennui ou manque, en les liant toujours à un lieu. Rosalía de Castro, poète galicienne qui quitta sa région d'origine, montra au monde le terme galicien "morriña".

#### Portugal
La saudade, mot portugais, souvent considéré comme équivalent du mal du pays est cependant définie par le dictionnaire français Larousse comme « sentiment de délicieuse nostalgie, désir d'ailleurs » mais il n'y a pas de mot exact qui correspond à ce terme en français.

#### Pays germanophones
Le Heimat, mot allemand, ne définit pas directement le mal de vivre car il désigne le pays où l'on naît, le village où l'on a grandi, mais aussi la maison où on a passé son enfance, c'est-à-dire celle où « on est chez soi » (souvent lié à une certaine conception du bonheur et de l'attachement familial), mais il est à l'origine du terme « Heimweh » (créé en Suisse alémanique) qui, lui désigne une réelle et très forte nostalgie de son « Heimat ».

#### Royaume-Uni (Pays de Galles)
L'Hiraeth des gallois est, selon l'auteure britannique Lily B. Francis, « le mal du pays éprouvé pour un lieu, un moment on ne peut retourner ou un lieu qui jamais ne fut, teinté d'un profond sentiment d'incomplétude et de nostalgie. » l'Hiraet évoque donc un mélange de désir, de souvenirs embellis et de rêve de l'âge d'or

## Le «mal du pays» dans les arts

### Dans la littérature

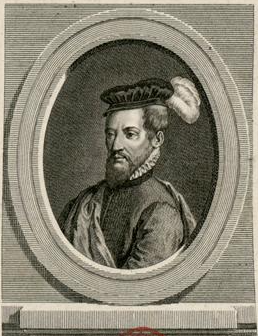
Joachim du Bellay

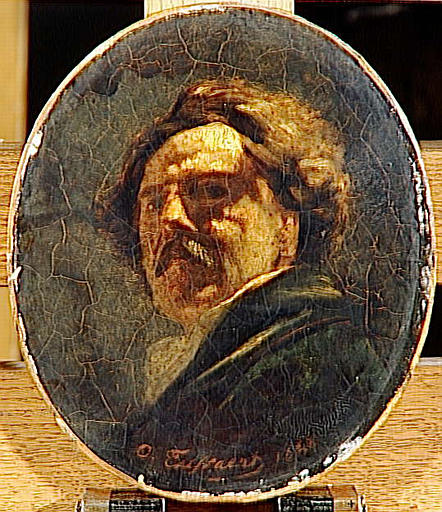
Jules Barbey d'Aurevilly

Le poème de Joachim du Bellay (1522 - 1560) dénommé Les Regrets, a été composé par l'auteur lors de son séjour en terres italiennes. L'extrait, publié ci-dessous, illustre bien l'expression du « mal du pays », bien que ce terme n'existât pas à l'époque : 
« Quand reverrai-je, hélas, de mon petit village

Fumer la cheminée, et en quelle saison,

Reverrai-je le clos de ma pauvre maison,

Qui m’est une province, et beaucoup davantage ? »

Dans une de ses œuvres littéraires (consultable en ligne dans le recueil les tourmentées), l'écrivain et poète français Jules Barbey d'Aurevilly (1808 - 1889) est l'auteur de cette citation : 
«  Le passé, cette nostalgie du temps, comme le mal du pays est la nostalgie de l'espace, ne me lâcha plus, et vint profaner, par des rêveries insensées, un amour plein, magnifique, infini, et qui jusque là n'avait réfléchi que lui-même. »
 Le mal du pays est un poème du romancier et dramaturge français Jean Aicard (1848 - 1921), paru dans le recueil Poèmes de Provence, en 1874.
Le mal du pays est un récit de l'écrivain belge francophone (É)tienne Hénaux, publié à Liège en 1842  (ISBN 978-12-744-1471-7).
Le mal du pays (suivi par les sables mouvants) est une pièce théâtrale de Jacques-Pierre Amette, joué au Théâtre national de l'Odéon 12 avril 1983
Le Mal du pays. Autobiographie de la Belgique de l'écrivain belge francophone Patrick Roegiers, publié en 2003 par les éditions du Seuil est une sorte de dictionnaire nostalgique et humoristique de la Belgique.

### Dans la peinture

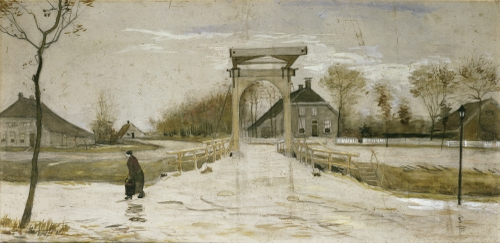
Pont-levis à Nieuw-Amsterdam
par Vincent Van Gogh

Vincent Van Gogh a utilisé cette expression dans une lettre à son frère Théodurus dit Théo: 
« Loin du pays, j'ai souvent le mal du pays pour le pays des tableaux.  »
Les « Lettres à Théo » seront publiées en janvier 1914 et sont consultables sur le web.

### Dans la bande dessinée
- Le Mal du pays est le sixième volume de la série des mangas Phénix

### Dans la musique

#### Opéra
- Le mal du pays ou la batelière de Brienz est un opéra-vaudeville en un acte d'Eugène Scribe et de Mélesville.
- Dans l'opéra Sapho de Jules Massenet, le chant de Gaussin débute par ce vers « Ah qu'il est loin... mon pays ! »[14].

#### Chansons

##### En France
- Ma Normandie est une chanson, créée en 1836 par le goguettier, compositeur et chansonnier Frédéric Bérat et dont le dernier couplet évoque le pays que chaque normand, selon la chanson, devrait espérer revoir :

« Il est un âge dans la vie,
Où chaque rêve doit finir,

Un âge où l'âme recueillie

A besoin de se souvenir.

Lorsque ma muse refroidie

Aura fini, ses chants d'amour,

J'irai revoir ma Normandie,

C'est le pays qui m'a donné le jour. »

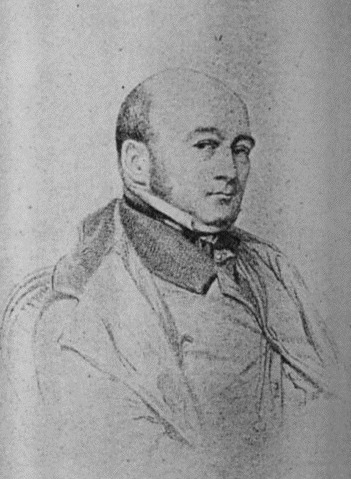
Frédéric Bérat

- S'Heimweh (le mal du pays) est une chanson alsacienne de Victor Schmidt, composée en 1920[15].

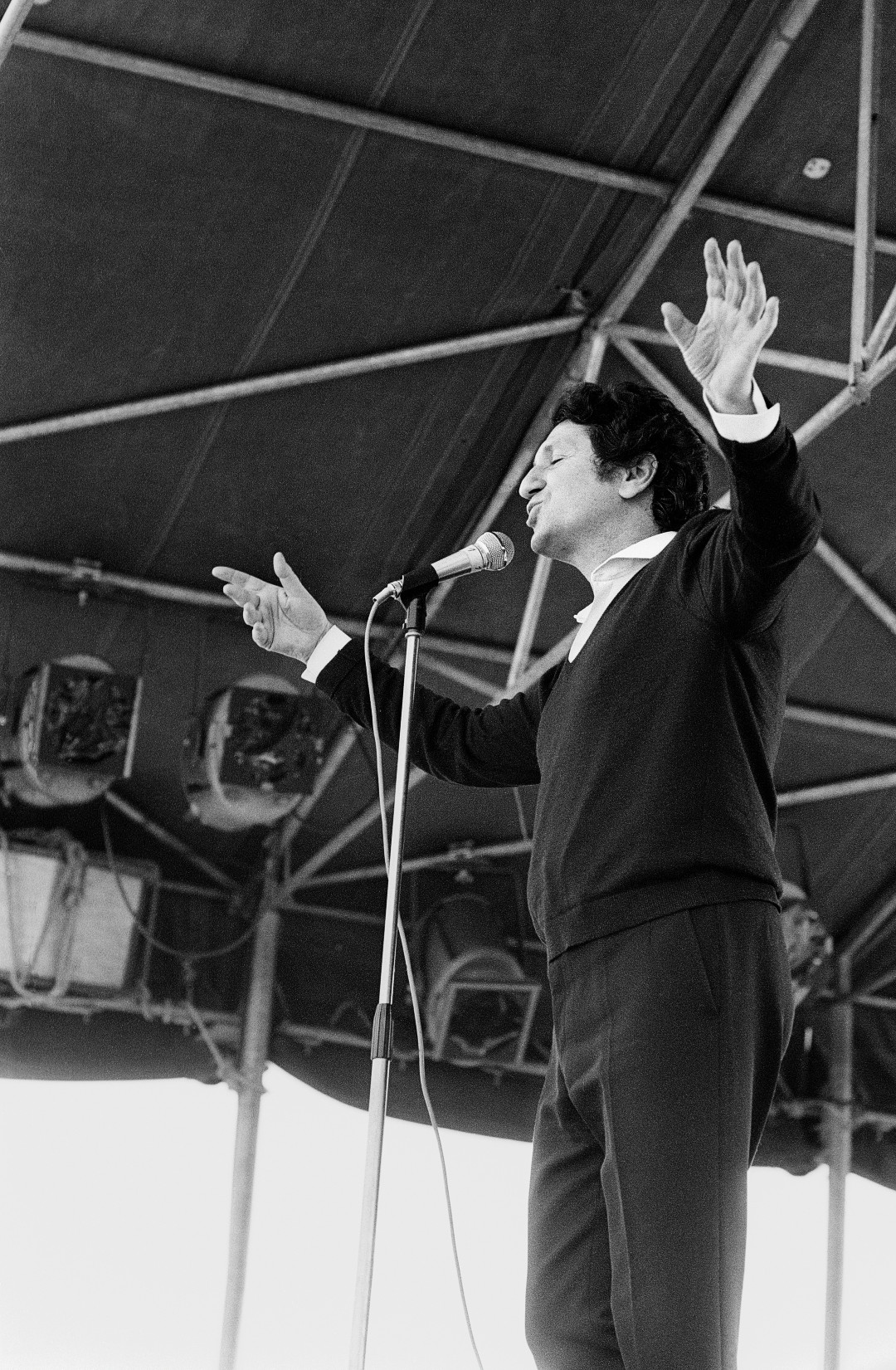
Marcel Mouloudji en 1973

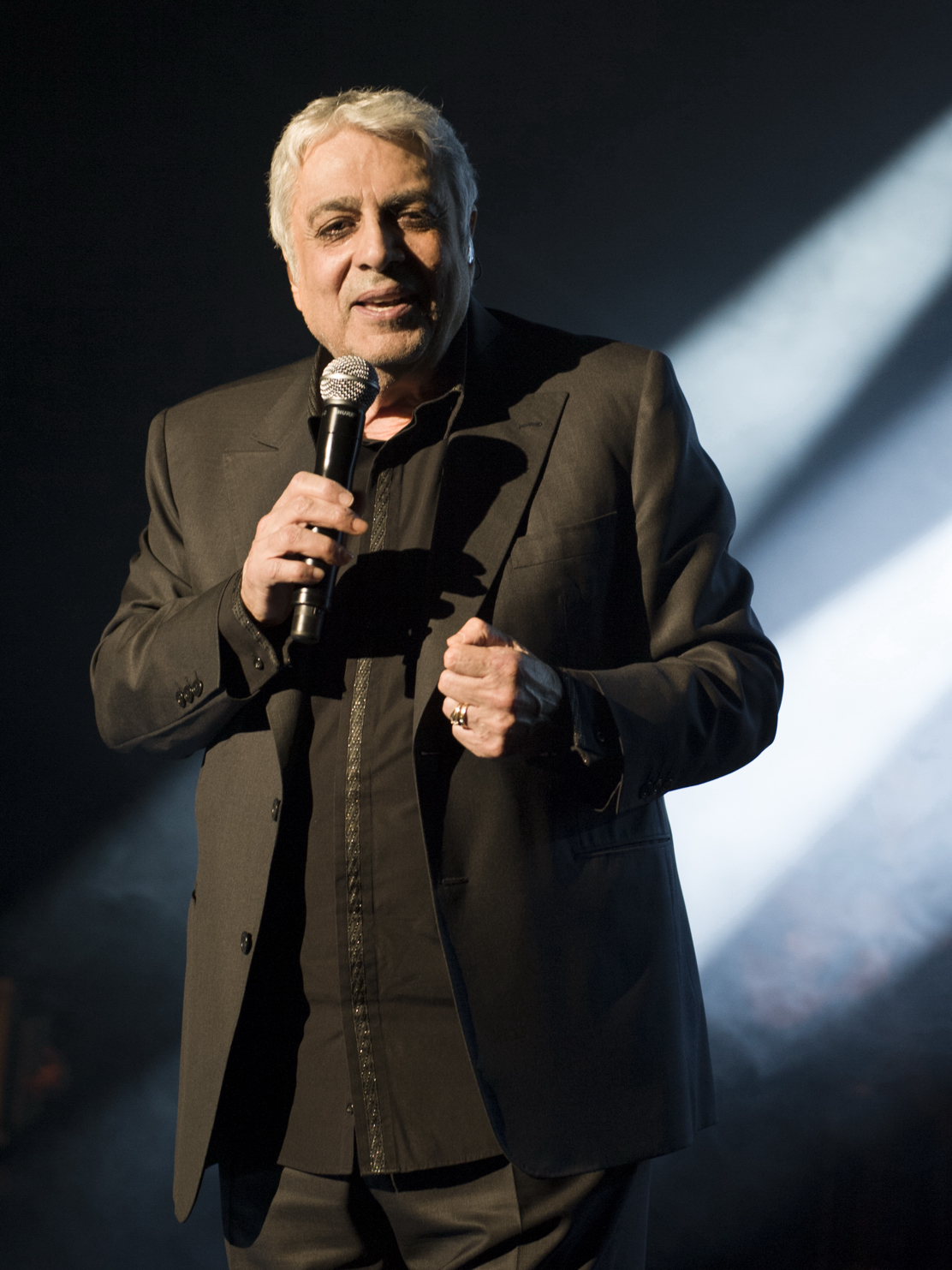
Enrico Macias en 2016

- Le Mal de Paris est une chanson de Marcel Mouloudji, créée et interprétée en 1953. Cette chanson typique du répertoire du chanteur et acteur français commence par ce verset qui évoque le mal du pays[16] :

« J'ai le mal de Paris

De ses rues, d' ses boulevards
 
De son air triste et gris
 
De ses jours, de ses soirs
 
Et l'odeur du métro
 
Me revient aussitôt
 
Que je quitte mon Paris

Pour des pays moins gris. »
- Saudade est une chanson d'Étienne Daho, parue en 1991 et tirée de son album Paris ailleurs.

L'auteur, compositeur et interprète français Enrico Macias, expatrié d'Algérie, a écrit de nombreuses chansons qui évoquent le mal du pays :
- Adieu mon pays est une des chansons qui représente de façon plus directe son sentiment. Celle-ci a été écrite et composée en 1964 et débute par ses quatre vers[17] :

« J'ai quitté mon pays
J'ai quitté ma maison

Ma vie ma triste vie

Se traîne sans raison... »

##### Au Canada

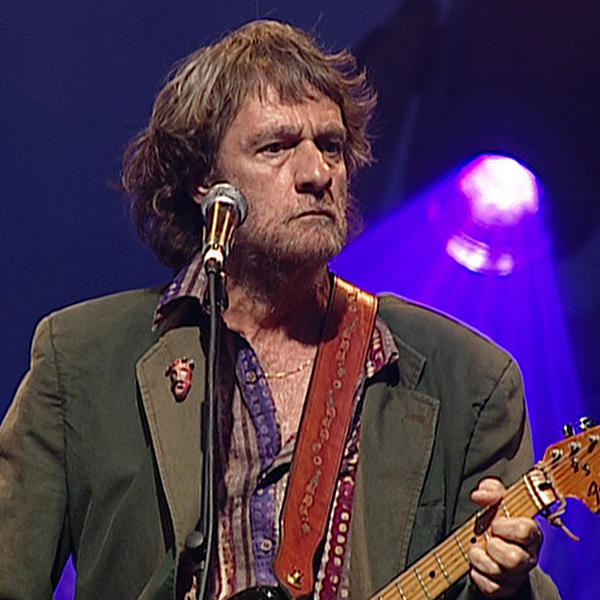
Plume Latraverse en 2012

- Le mal du pays[18] est une chanson du chanteur, musicien, auteur-compositeur-interprète québécois Plume Latraverse, parue en 1990.

- Loin de chez moi est une chanson du chanteur québécois Bruno Pelletier, parue en 1999 et tirée de son album D'autres rives.

##### Dans les autres pays
- Heimweh est une chanson écrite en allemand  du chanteur autrichien Freddy Quinn, parue en 1999 et tirée de son album Nicht eine Stunde tut mir leid!.
- Homesick est une chanson de la chanteuse anglaise Dua Lipa, sortie en 2017.

### Au cinéma
- 1943 : Fidèle Lassie (titre original : Lassie Come Home)  est un film américain réalisé par Fred M. Wilcox tiré d'un roman homonyme narre les aventures d'une chienne colley qui veut retrouver la maison de ses maîtres qui l'ont abandonnée.
- 1988 : Saudades (le mal du pays), film portugais par de Fernando Lopes avec João Cabral;
- 2001 : Mal du pays, film français (court métrage) par Laurent Bachet avec Yvan le Bolloc'h;
- 2007 : Homesick (film), film américain d'épouvante réalisé par Adam Wingard
- 2014 : Mal du pays (film), film français réalisé par Frédéric Da avec Roxane Mesquida.